# Suore della Madre di Dio
Le Suore della Madre di Dio (in rumeno Congregaţia Surorilor Maicii Domnului; sigla C.M.D.) sono un istituto religioso femminile di diritto pontificio e di rito bizantino-rumeno.

## Storia
La congregazione fu fondata da Vasile Suciu, metropolita di Făgăraș dei rumeni, per l'insegnamento nelle scuole femminili istituite dallo stesso Suciu a Blaj: un liceo, una scuola magistrale, una scuola commerciale e una di economia domestica. La prima superiora generale fu Febronia Mureşan, già religiosa del rito latino, e il 2 febbraio 1921 ebbe luogo la prima professione religiosa.
Le scuole erano frequentate da alunne di tutte le confessioni, soprattutto da ortodosse, e le suore si trovarono a svolgere anche un compito ecumenico. Il numero delle religiose crescette rapidamente e fu presto possibile aprire case, orfanotrofi e ospizi a Cluj-Napoca, Turda, Aiud, Obreja, Sibiu, Reghin, Craiova, Jucu, Geoagiu, Sighișoara, Ploiești, Bucarest e Sovata.
Il 23 febbraio 1936 la congregazione fu aggregata all'ordine dei frati minori conventuali.
Nel 1948 la Chiesa unita fu messa al bando e nel 1949 le religiose dell'istituto furono concentrate nel monastero di Bistrița e spinte ad aderire alla Chiesa ortodossa: alcune furono rimandate nelle famiglie e molte di esse ripresero a vivere privatamente la vita religiosa in piccole comunità di due o tre suore in appartamenti di proprietà comune.

## Attività e diffusione
Le suore si dedicano all'educazione femminile e all'assistenza ai malati negli ospedali.
Sono presenti in Romania; la sede generalizia è a Cluj-Napoca.
Alla fine del 2015 l'istituto contava 73 religiose in 5 case.